# Bernhard Brons (Kaufmann, 1831)
Bernhard Brons (* 5. Oktober 1831 in Emden; † 8. Juli 1911 in Gronau) war ein deutscher Kaufmann und Schriftsteller.

## Leben
Bernhard Brons war der erste Sohn des Kaufmanns Ysaak Brons und dessen Ehefrau Antje. Der Vater hatte gemeinsam mit seinem Bruder Bernhard in Emden das Unternehmen „Y. & B. Brons“ gegründet, das mit Weizen handelte und eine Reederei unterhielt. Brons besuchte ein Realgymnasium in Emden und absolvierte eine kaufmännische Ausbildung. Danach arbeitete er viereinhalb Jahre in Belgien, Frankreich, Afrika und den USA. Auf Drängen seiner Eltern kam er nach Emden zurück und erhielt 1859 Anteile am väterlichen Unternehmen. 1907 ging er in den Ruhestand.
Brons war seit dem 23. August 1863 verheiratet mit Gesine Dieken (1843–1913) aus Wybelsum. Der gemeinsame Sohn Ysaak Edzard starb im Alter von neun Monaten, der Sohn Edzard als 21-Jähriger. Die Tochter Elisabeth heiratete den Unternehmer Jan van Delden in Gronau. Hierhin ging Brons, als er auf der Rückreise von Bad Gastein einen Typhus-Anfall bekam, aufgrund dessen er starb.

## Ehrenamtliches und kirchliches Engagement
Brons engagierte sich in Gremien der Wirtschaft. Bei Gründung des kaufmännischen Vereins übernahm er dessen Vorsitz und hatte diesen 30 Jahre lang inne. In Emden arbeitete er als Konsul der Niederlande. 1848 besuchte er mit seinem Vater die Frankfurter Nationalversammlung. Von 1877 bis 1890 wirkte er als Emder Senator. Er setzte sich insbesondere für den Emder Turnverein ein, den er mitgründete und als Vorsitzender leitete. Die Deutsche Turnerschaft ernannte ihn zum Ehrenmitglied. Er schenkte dem Emder Turnverein ein Grundstück und finanzierte den Bau der dort errichteten Turnhalle maßgeblich. Im Januar 1911 wohnte er der Eröffnung des Bauwerks als Vereinssprecher bei.
Brons lebte eher still und zurückgezogen. Er war lyrisch sehr begabt und schrieb Gedichte, die in der Ostfriesischen Zeitung erschienen. 1908 erstellte er hieraus ein Buch im Jugendstil, das er selbst herausgab. Die Verkaufserlöse des Werkes kamen dem Bau der Turnhalle zugute. Darüber hinaus übersetzte er auch, so eine niederdeutsche Fassung des Peer Gynt von Henrik Ibsen. Er hatte grundsätzlich enge Beziehungen zur Kultur nordischer Länder, darunter besonders zu Norwegen.
Brons gehörte der Gesellschaft für bildende Kunst und vaterländische Altertümer zu Emden an und zeigte reges Interesse an der Geschichte Ostfrieslands. Über mehrere Jahre erstellte er ein Register von Personennamen aus Friesland. Von 1872 bis zu seinem Tod bekleidete er das Amt des Diakons der Mennonitengemeinde und hatte wesentlichen Anteil an der Erweiterung der Mennonitenkirche in Emden. Darüber hinaus engagierte er sich auch über die Region hinaus für den Zusammenhalt der Mennoniten. Er hatte maßgeblichen Anteil an der Gründung der Vereinigung der Mennoniten-Gemeinden im Deutschen Reich. 1892 gründete er die Comenius-Gesellschaft mit.
Brons trat für ein entschieden undogmatisches Christentum ein, das sich nicht vom Pantheismus lossagen und bereit sein sollte, „mit der Zeit zu gehen“. Diese religiöse Auffassung ließ er auch in seinen lyrischen Werken erkennen und erfuhr deshalb öffentlich Kritik als potentieller Glaubens- und Sittenverderber. Als Replik hierzu gab er die Broschüre „Demoralisierend?“ heraus, die beispielhaft zeigt, dass frühneuzeitliche Konfessionskonflikte auch zu Beginn des 20. Jahrhunderts Nachwirkungen zeigten.